# Wuhan Guanggu
Maillots
Le Wuhan Guanggu Football Club (en chinois : 湖北武汉职业足球俱乐部), plus couramment abrégé en Wuhan Guanggu, est un ancien club chinois de football fondé en 1994 et disparu en 2008, et basé dans la ville de Wuhan, dans la province du Hubei.

## Historique
- 1994 : fondation du club sous le nom de Wuhan Steelworks
- 1996 : le club est renommé Hubei Meierya
- 1997 : le club est renommé Wuhan Yaqi
- 1998 : le club est renommé Wuhan Hongjinlong
- 1999 : le club est renommé Wuhan Hongtao K
- 2001 : le club est renommé Wuhan Hongjinlong
- 2002 : le club est renommé Wuhan Donghu Gaoke
- 2003 : le club est renommé Wuhan Guoce Lanxing
- 2004 : le club est renommé Wuhan Huanghelou
- 2006 : le club est renommé Wuhan Guanggu

## Bilan sportif

### Palmarès
| Compétitions nationales                                          |
| ---------------------------------------------------------------- |
| - Championnat de Chine D2 (3) : - Champion : 1980, 1997 et 2003. |

### Bilan saison par saison
| Saison | D1  | Points | Journée | Vic. | Nuls | Déf. | B.P. | B.C. | Diff. |
| ------ | --- | ------ | ------- | ---- | ---- | ---- | ---- | ---- | ----- |
| 2008   | ... | ...    | ...     | ...  | ...  | ...  | ...  | ...  | ...   |
| 2007   | 7e  | 40 pts | 28      | 11   | 7    | 10   | 29   | 31   | -2    |
| 2006   | 10e | 31 pts | 28      | 8    | 7    | 13   | 28   | 42   | -14   |

## Entraîneurs du club
| - Ding Sanshi (1994 - 1995) - Yin Lihua (1995 - 1998) - Park Jong-Hwan (1998) - Qi Wusheng (1998 - 1999) - Hu Zhigang (1999) - Zhu Bo (avril 1999 - juillet 1999) - Milorad Kosanović (1999) | - Yin Lihua (2000 - 2001) - Liu Wuyi (2001 - 2003) - Pei Encai (juillet 2003 - 5 mai 2003) - Chen Fangping (2005) - Pei Encai (décembre 2005 - septembre 2007) - Chen Fangping (2007 - 2008) - Zhu Guanghu (2008) |